# یابوونووو-دبه
یابوونووو-دبه (به لاتین: Jabłonowo-Dyby) یک روستا در لهستان است که در گمینا یانوویتس کوشچیلنه واقع شده‌است.